# Levin August von Bennigsen
Levin August von Bennigsen, Levin August Gottlieb Theophil von Bennigsen, född 10 februari 1745 i Braunschweig, död 3 december 1826 i Banteln, var en rysk greve och general av tysk härkomst, som utmärkte sig under Napoleonkrigen. Bennigsens son Alexander blev statsminister i kungariket Hannover.

## Karriär
Som son till en överste utmärkte sig Bennigsen som blott 18-årig kapten i hannoversk tjänst under slutskedet av Sjuårskriget (1756–1763). Hans fortsatta karriär hindrades dock när fadern förlorade sin förmögenhet och han erbjöds nu av Katarina II att träda i rysk tjänst, accepterade och inträdde 1773 som major i ryska armén. Han befordrades snabbt och blev redan som 28-åring överste. Bennigsen blev stor favorit hos kejsarinnan Katarina och slogs med framgång mot Turkiet 1774 och 1787–1792, i polska kriget 1793–1794 samt i Persien 1796. Under tiden avancerade han ytterligare och blev 1798 generallöjtnant. Några år senare hamnade han dock i onåd hos Paul I och deltog i sammansvärjningen mot denne. Efter Alexander I:s trontillträde 1801 åter i gunst och utsågs samma år till generalguvernör i Litauen. 1802 befordrades han till kavallerigeneral.
Som sådan vann han flera framgångar mot fransmännen, segrade i slaget vid Pułtusk över marskalk Jean Lannes, och kämpade ärorikt om än oavgjort i slaget vid Eylau. I juni samma år besegrades han dock i slaget vid Friedland och föll i onåd. Vid krigsutbrottet 1812 tog han dock åter till nåder, blev generalstabschef under Kutuzov och anförde den ryska centern i slaget vid Borodino. En häftig konflikt med Kutuzov om makten gjorde visserligen att han på nytt avlägsnades från armen, men efter konkurrentens död sändes han på sensommaren 1813 i spetsen för en i Polen nyuppsatt här till Tyskland, deltog i slaget vid Leipzig och bidrog där i hög grad till de allierades seger och mottog på själva slagfältet en upphöjelse till greve.
Under de sista krigsmånaderna ledde han operationerna mot de i Nordtyskland kvarvarande franska trupperna och belägrade det av Louis Nicolas Davout förvarade Hamburg. Efter fredsslutet återvände han till Ryssland, där han hedrades med det högsta befälet över den i Bessarabien förlagda "Sydarmén".

## Napoleonkrigen
Levin August von Bennigsen ersatte Michail Kutuzov efter nederlaget vid Austerlitz 1805 och byggde upp den ryska hären på nytt.
1807 översvämmade Napoleon I:s trupper Preussen och intog Berlin. Ryssarna fick bereda sig på nya strider. I Preussisch-Eylau senare samma år, där Bennigsen nästan lyckades spränga Napoleons center i snöyran, tillfogades fransmännen svåra förluster och ryssarna var ytterst nära att vinna en betydande seger. Men i sista stund anlände marskalk Michel Ney ("Den tappraste av de tappra") med förstärkningar och Bennigsen tvingades slå till reträtt. Han hade emellertid lidit mindre betydande förluster än Napoleon och fransmännen tvingades nu göra ett uppehåll i sina operationer för att återhämta sin styrka och slagkraft.
Några månader senare blev Bennigsen emellertid definitivt besegrad vid Friedland varefter Ryssland och kejsar Alexander tvingades till freden i Tilsit. Bennigsen behöll delvis sitt inflytande över kejsaren, men hade fram till det nya kriget med Frankrike 1812, inget egentligt inflytande över den ryska armén. Män som Buxhoevden, Barclay de Tolly och Bagration vann istället allt mer Alexanders bevågenhet och öra.
1812 var det Michail Kutuzov, som återigen fick överbefälet över den ryska hären och i enlighet med uppgjorda planer genomförde den "Brända jordens taktik" samt räddade Ryssland undan nederlag och fransk ockupation. General Bennigsen fanns med i krigsrådet och återvann allt mer av sitt tidigare inflytande hos kejsaren. När de ryska arméerna 1813 invaderade Tyskland för att tillsammans med de allierade preussarna och österrikarna försöka att driva bort de franska inkräktarna från tysk jord, fick Bennigsen befälet över den ryska kår som sändes mot Hamburg.
Staden försvarades med stor tapperhet av Davout och det var först efter Napoleons abdikation och fredsslutet som den franska garnisonen lämnade staden och ryssarna kunde hålla sitt intåg i Hamburg. Bennigsen erhöll nu åtskilliga utmärkelser, bl.a. S:t Georgskorset av första klassen och blev guvernör i södra Ryssland. 1818 erhöll han "ständig permission" och valde då att återvända till Tyskland, där han avled på sitt fädernegods Banteln vid Hildesheim, sedan några år fullständigt bild.

## Personlighet
Bennigsen var en god taktiker och hans nederlag vid Friedland berodde mest på den franska överlägsenheten. Som "tysk" var han emellertid illa sedd av de infödda ryska generalerna, såsom Kutuzov, Tolstoj, Kurakin (Kurakine), Tutchkoff, Repnin, Gagarin och Dolgorukij. Även med sina tyska "bröder" inom den ryska arméledningen, Fredrik Vilhelm von Buxhoevden och Aleksandr Osterman-Tolstoj, hade han ansträngda relationer.